# Unge lovende
Unge lovende ("Meilleurs espoirs" au Québec, "Meilleures espoirs" en Suisse romande)) (littéralement : Jeunes promettantes) est une série télévisée norvégienne en 24 épisodes de 30 minutes diffusée du 14 novembre 2015 au 20 décembre 2018, sur NRK1.
Cette série est inédite dans tous les pays francophones.

## Synopsis
À Oslo, Elise, Nenne et Alex, sont trois jeunes femmes colocataires aux carrières artistiques qui cherchent l'amour, le succès et l'épanouissement.

## Fiche technique
- Titre : Unge lovende
- Réalisateur : Eirik Svensson, Bård Fjulsrud, Patrik Syversen
- Scénariste : Siri Seljeseth (no), Birgitte Rustad Wegener, Mads Løken
- Producteur :
- Producteur exécutif :
- Société de production : NRK1
- Société de distribution :

## Distribution

### Actrices principales
- Siri Seljeseth (no) : Elise
- Gine Cornelia Pedersen (no) : Nenne
- Alexandra Gjerpen (no) : Alex

### Acteurs récurrents et invités
- Ole Christoffer Ertvaag (no) : Kimmo
- Kristin Jess Rodin (no) : Oda
- Jakob Oftebro : Anders
- Benjamin Helstad (no) : Leo
- Inga Ibsdotter Lilleaas (no) : Sara
- Kirsti Eline Torhaug : Tone
- Anders T. Andersen (no) : Kjetil
- Halvor Hravn Jellum Johansson : Halvor
- Patrik Syversen : Marius
- Mette Alstad : Therese
- Alexander Fallo : Lennart
- Silje Storstein : Thale
- Jonis Josef (no) : Jonis
- Bianca Kronlöf : Katinka
- Ingunn Øien : Sissel
- Julie Johansen : Linn Jeanette
- Nadja Björk : Anna
- Herbert Nordrum (no) : Ole